# Pikine
Pikine es la localidad más poblada de Senegal. Es una nueva ciudad situada en torno a la autovía Thiès-Dakar, en la región de Dakar, no lejos de la capital. 

## Geografía
Las localidades más cercanas son Tounde Ndargou, Dalifor, Hann-Montagne, Dagoudane Pikine, Guinaw-Rails y Thiaroye-sur-mer. 

## Demografía
Empujada por el éxodo rural, la población creció muy rápidamente en la segunda mitad del siglo XX. En 2007, según las estimaciones oficiales, Pikine contaba con 874 062 habitantes.

## Urbanismo
La ciudad de Pikine es atravesada por cuatro grandes avenidas que parten de "Bountou Pikine" (la puerta o entrada de Pikine en wólof) en el barrio de Pikine-Ouest y que llevan hasta Thiaroye y Guédiawaye :
- Tally Boumack (Grande route)
- Tally Boubess (Nouvelle route)
- Tally Icotaf
- Rue 10

## Personalidades nacidas en Pikine
- Alioune Kebe, futbolista
- Félix Mendy, jugador de rugby
- Mamadou Mahmoud N'Dongo, escritor y cineasta
- Kor Sarr, futbolista
- Thione Seck, cantante
- Talla Sylla, político
- Cheikhou Thioune, jugador de baloncesto
- Mamadou Seck, Presidente de la Asamblea Nacional
- Khalifa Faye, pintor
- Doudou Diaw, futbolista
- Massaer Diagne, político
- Momar Ndoye, futbolista
- Lamine Thior, actor y humorista

## Hermanamiento
- Una convención de hermanamiento fue firmada con la villa de Ain, en Péronnas.